# Little Cheverell
Little Cheverell, anche noto come Cheverell Parva, è un piccolo villaggio e una parrocchia civile della contea del Wiltshire che si trova a poco più di 7 miglia a est di Westbury e 5 miglia a sud di Devizes nel Sud Ovest dell'Inghilterra, Regno Unito. 

## Geografia fisica

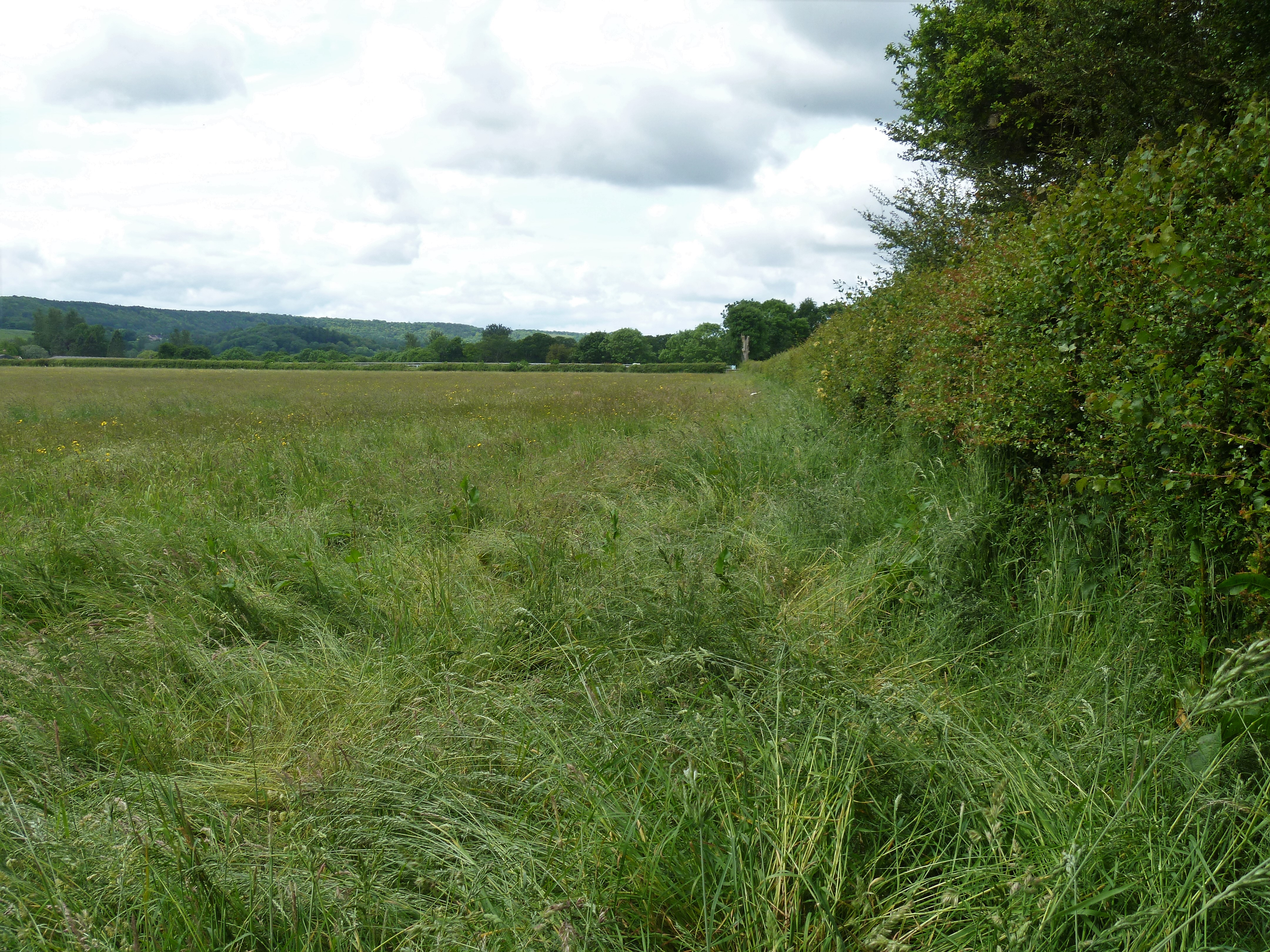
Aree agricole attorno a Little Cheverell

### Territorio
Il territorio della parrocchia civile di Little Cheverell occupa una superficie di 4.144 km² con un livello medio sul mare di 88 metri e il suo principale villaggio si trova a est di Westbury e a sud di Devizes. Si trova ai piedi della scarpata settentrionale della pianura di Salisbury. Come la maggior parte delle altre vicine, la parrocchia è lunga e stretta; è lunga 4 miglia ed è larga meno di un miglio. Per tutta la sua lunghezza, la parrocchia confina a ovest con Great Cheverell. Le due parrocchie sono divise a nord da un ruscello che nasce tra i due villaggi, ma a sud indipendentemente dalle caratteristiche naturali. A est Little Cheverell confina esclusivamente con Littleton Pannell a West Lavington. Attraverso la pianura a nord il confine tra loro corre dritto, apparentemente il segno di una prima divisione delle terre tra i villaggi. Il confine dell'altopiano fu raddrizzato per parte della sua lunghezza all'inizio del XIX secolo. Come i suoi vicini, Little Cheverell ha terreni sulla pianura di Salisbury e nella parte sud-orientale della valle del Bristol Avon. Gli affioramenti geologici della zona appaiono come fasce attraverso la campagna. C'è una zona alluvionale all'estremo nord, ma a sud di quella Kimmeridge Clay, Portland Beds e affioramento di Gault. Una fascia larga un miglio di sabbie versi attraversa la parte centrale della parrocchia e a sud di questa ci sono altre tipologie di affioramenti. Il modello tradizionale di agricoltura era quindi quello in cui prati e pascoli erano sul terreno pianeggiante a nord, i terreni sabbiosi dell'Upper Greensand e i terreni argillosi del Lower e Middle Chalk erano coltivati e c'era un pascolo grezzo sull'Upper Chalk all'estremo sud. Le caratteristiche principali del rilievo sono la profonda valle tagliata attraverso la sabbia verde dal ruscello che nasce alla sorgente di Hawkswell, alte 300 piedi, e, a sud, le "fessure" su ogni lato di Fore Hill, alte 590 piedi. In quei luoghi la ripidità dei pendii ha impedito l'aratura. L'unica area di bosco antico, il boschetto di Cheverell, si trova sui Portland Beds.

## Storia
Nel 1237 vennero fissati i confini tra le terre di Little Cheverell e del maniero di Hales a Great Cheverell, presumibilmente su parte dell'altopiano meridionale. A est Little Cheverell confina esclusivamente con Littleton Pannell a West Lavington. Nel 1722 i cottage erano sparsi lungo la valle. Nel 1785 un censimento della parrocchia, apparentemente effettuato dal rettore, mostrò che aveva 44 case e 192 abitanti. Per il censimento il rettore divise la parrocchia in tre. La divisione superiore, attorno alla chiesa e alla fattoria demaniale, aveva 16 case occupate da 69 persone; la divisione centrale, apparentemente estesa dalla canonica fino a metà valle, aveva 15 case e 72 persone; e la divisione inferiore, che comprendeva il mulino e la fattoria Greenlands in pianura e i cottage nel nord della valle a ovest della collina chiamata Fuzzy's hill nel 1773, aveva 12 case e 42 persone. La canonica ospitava 9 persone. La popolazione oscillò per numero nel corso degli anni, aumentando rapidamente tra il 1821 e il 1841 per poi scendere a causa di un declino attribuito all'emigrazione per la depressione agricola e i bassi salari. Il declino è continuato da allora.
Nel 1973 il modello di insediamento nella parrocchia era cambiato poco rispetto a quello del 1722. A sud della strada WestburyUpavon, Hawkswell House e quattro coppie di case furono costruite nel XX secolo. La vecchia fattoria demaniale e la vecchia canonica si trovano ancora rispettivamente a nord-ovest e a nord-est della chiesa e tra di loro, lungo la strada, ci sono una fattoria dei primi del XIX secolo e un paio di case della fine del XVIII secolo. Attraverso la valle lungo la strada del villaggio, gli edifici includono un cottage forse della fine del XVIII o dell'inizio del XIX secolo, ma il resto sono poveri cottage del XIX secolo o case e bungalow del XX secolo. Il mulino e la casa del mulino e Greenlands Farm sono isolati dal resto della parrocchia e sono raggiungibili solo tramite la strada di pianura attraverso Great Cheverell. Greenlands Farm è una piccola casa in mattoni dei primi del XVIII secolo con aggiunte della fine del XVIII secolo a est e aggiunte del XX secolo a ovest e a nord. Nel 1310 Fore Hill e la terra più pianeggiante a sud di essa erano in gran parte coltivabili, mentre era meno coltivabile il territorio sulla sabbia verde anche se era considerato più prezioso. Si diceva che la fattoria del demanio comprendesse 414 acri di altopiano e 134 acri di pianura coltivabile, 12 acri di prato e pascolo per 40 buoi e 400 pecore. Le proprietà degli affittuari, d'altra parte, erano molto piccole. Nel 1943 circa 103 acri di terreno nell'estremo sud della parrocchia divennero parte di un poligono di tiro dell'esercito.

## Monumenti e luoghi d'interesse

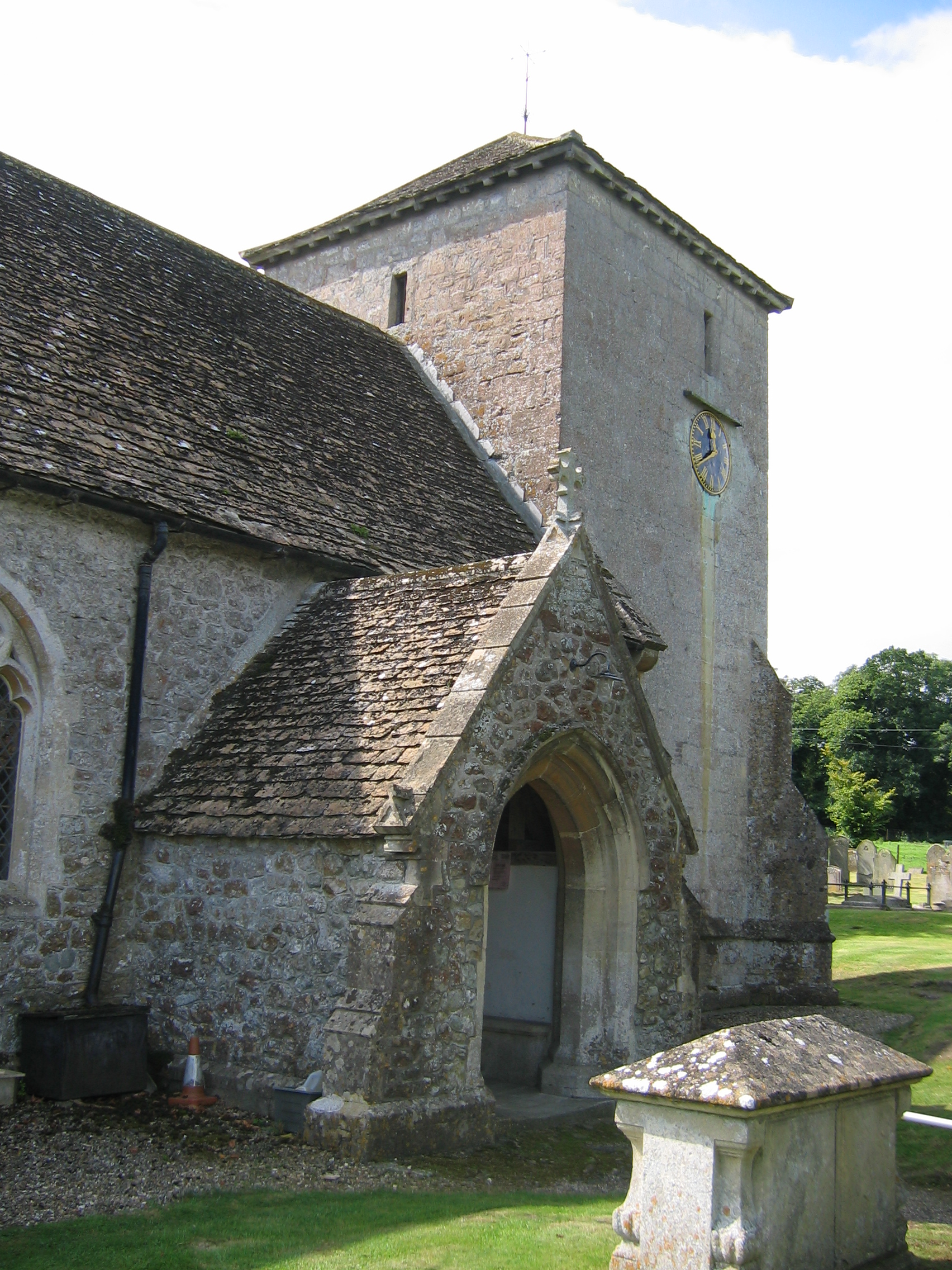
Chiesa di San Pietro

Ci sono vari edifici storici e altri siti d'interesse nel territorio di Little Cheverell.
- Chiesa di San Pietro (in inglese Church of St Peter). Si tratta di una chiesa parrocchiale anglicana. Nel 1291 a Little Cheverell esisteva una chiesa. Il patronato passò con la signoria del feudo, eccetto che nel 1625. Nel 1915 il patronato fu trasferito al vescovo da C. S. Awdry. I fiduciari per il mantenimento dei ministri progettarono di unire le parrocchie di Little Cheverell e West Lavington nel 1657. Quel piano non sembra essere stato realizzato, ma nel 1915 le due chiese furono unite. Nel 1958 Little Cheverell e West Lavington furono separati e Little Cheverell si unì a Great Cheverell ma nel 1965 i Cheverell furono nuovamente separati e Little Cheverell da allora in poi fu tenuta con West Lavington. Nel 1298 una cappella fu dedicata alla Vergine Maria, probabilmente a nord del presbiterio. Non fu menzionata nel 1291 e fu presumibilmente istituita in memoria dei Cheverell e dotata da Sir Alexander Cheverell. L'avvocatura passò con la signoria del maniero. L'ultima presentazione registrata fu nel 1460. L'avvocatura era ancora registrata in atti dell'inizio del XVI secolo ma la cappella non fu menzionata allo scioglimento. Il valore della cappella non fu mai dato e non fu registrata alcuna dotazione. La chiesa di San Pietro ebbe questa dedicazione almeno dal 1850 ma in precedenza era chiamata chiesa di San Nicola. La struttura è in pietra squadrata e grezza. La vecchia chiesa, composta da presbiterio, navata con portico a nord e torre a ovest, era in gran parte del XIV secolo, ma il traforo della finestra a ovest è del XV secolo. Si dice che avesse uno strabismo nel muro nord del presbiterio, presumibilmente un tempo per consentire la vista dell'altare dalla cappella del canto. Le fondamenta della cappella furono scoperte intorno al 1832. La chiesa fu ricostruita nel 1850 su progetto di Thomas Cundy. La nuova chiesa, più lunga della precedente, è composta da presbiterio con sagrestia a nord, navata con portico a nord e torre, ed è in stile gotico inglese. La torre, il traforo della finestra occidentale e il portico sono sopravvissuti dalla vecchia chiesa. La chiesa conserva due campane dei primi del XIV secolo opera di fondatori ignoti, ma entrambe probabilmente fuse a Salisbury. Furono riparate nel 1937 ed erano ancora nella chiesa nel 1973. La parrocchia possedeva un calice prezioso da 12 once nel 1553, quando furono prese 15 once d'argento per il re. Un nuovo calice e una nuova patena furono donati nel 1661 e appartenevano ancora alla chiesa nel 1973. L'orologio della chiesa era probabilmente già un po' datato quando fu riparato nel 1760. I sagrestani in seguito effettuarono pagamenti regolari per la sua manutenzione. Si dice che sia stato sostituito nel 1887. I registri parrocchiali risalgono al 1653 e sono completi. L'English Heritage ha inserito dal 19 marzo 1962 la chiesa di San Pietro tra gli edifici storici come monumento classificato di seconda categoria col numero 1035800. La chiesa appartiene alla diocesi di Salisbury.[10][11][12]

## Geografia antropica

### Urbanistica
La strada Westbury-Upavon collega i villaggi ai piedi della scarpata attraversa il villaggio. La parrocchia è attraversata a nord dalla ferrovia principale Londra-Exeter, aperta dalla G.W.R. a Westbury come estensione della Berks. & Hants Extension Railway nel 1900. La stazione più vicina era Lavington, chiusa nel 1966. Il villaggio di Little Cheverell è l'unico centro abitato rilevante.

### Little Cheverell
Il villaggio di Little Cheverell sorge nella valle tagliata dal torrente proveniente da Hawkswell a circa un quarto di miglio a nord della sorgente dove la valle si allarga ed è attraversata dalla strada Westbury-Upavon. La fattoria demaniale, la canonica e forse una casa padronale medievale erano tutte vicine a quell'incrocio. La chiesa sorge a sud della strada su un terrapieno. Fino al XX secolo, tuttavia, quasi tutti gli altri edifici del villaggio erano a nord della strada. Il villaggio si è sviluppato verso nord dall'incrocio di strada e torrente lungo la stretta valle ripida tagliata nella sabbia verde, e una strada attraversava la valle dall'incrocio alla pianura a nord. Le valutazioni fiscali dell'inizio del XIV secolo mostrano che il villaggio era notevolmente meno ricco del suo vicino Great Cheverell e di dimensioni inferiori alla media tra i villaggi dell'area. Nel 1377 c'erano 56 contribuenti pro-capite e le valutazioni fiscali del XVI e XVII secolo indicano che il villaggio rimase piccolo.

## Economia
L'economia si è sempre basata su un modello tradizionale di agricoltura, quindi quello in cui prati e pascoli erano sul terreno pianeggiante a nord, i terreni sabbiosi dell'Upper Greensand e i terreni argillosi del Lower e Middle Chalk erano coltivati.